# Moca vexatalis
Moca vexatalis är en fjärilsart som beskrevs av Walker 1866. Moca vexatalis ingår i släktet Moca och familjen Immidae. Inga underarter finns listade i Catalogue of Life.